# Helios Universitätsklinikum Wuppertal
Das Helios Universitätsklinikum Wuppertal ist ein Krankenhaus in Wuppertal mit Standorten in Barmen (vormals Städtische Krankenanstalten) und Elberfeld (vormals Ferdinand-Sauerbruch-Klinikum). Es ist das größte Klinikum im Bergischen Land. Es verfügt über 1.051 Betten und an den drei Standorten in Barmen und in Elberfeld (Herzzentrum, ENDOKlinik Standort Wuppertal) sowie Bergisch Land in Ronsdorf (Schmerzklinik) mehr als 2.500 Mitarbeiter (einschließlich Personal der DRK-Schwesternschaft Wuppertal) sowie 26 Fachabteilungen.
Es ist seit 2004 das erste Universitätskrankenhaus eines privaten Betreibers in Deutschland. Pro Jahr nimmt die Klinik rund 50.000 stationäre Patienten auf und führt gut 100.000 ambulante Behandlungen durch. Das Helios-Klinikum Wuppertal ist eines der größten Häuser der Helios Kliniken. Es ist die Universitätsklinik der Universität Witten/Herdecke.

## Geschichte
Die heutigen zwei Standorte waren bis zur Zusammenführung 1976 zwei selbständige Krankenhäuser mit eigener Geschichte, das Ferdinand-Sauerbruch-Klinikum in Wuppertal-Elberfeld und die Städtischen Krankenanstalten Barmen.

### Ferdinand-Sauerbruch-Klinikum in Elberfeld

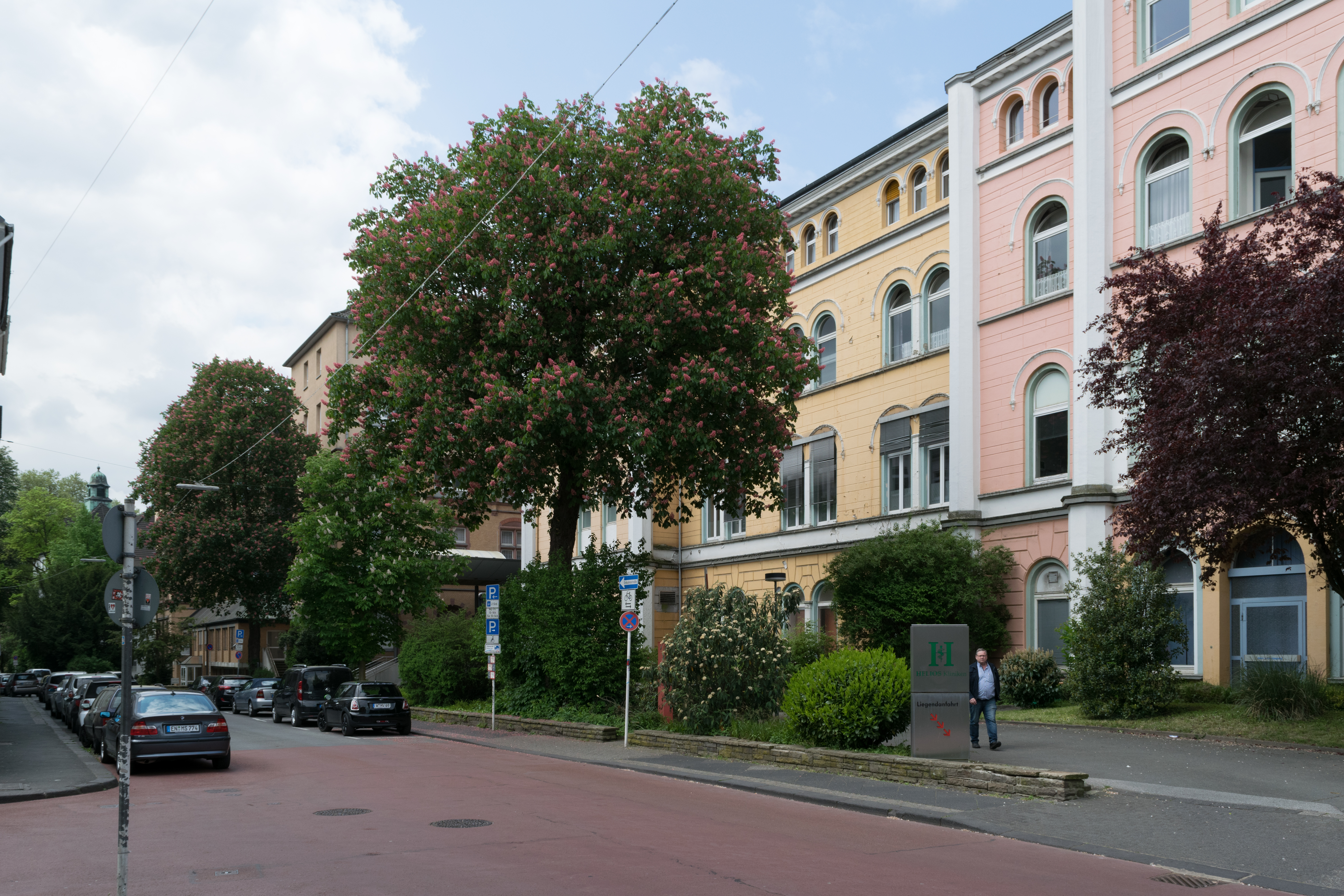
Ferdinand-Sauerbruch-Klinikum, heute Helios Klinikum Wuppertal-Elberfeld

Wegen der ständigen Überbelegung der 1820 und 1825 gegründeten Krankenhäuser in Elberfeld, auch nachdem 1848 zusätzlich ein Privathaus angemietet worden war, wurde durch die Stadt Elberfeld 1856 der Bau eines neuen Krankenhauses mit 250 Betten mit zugehöriger „Irrenanstalt“ beschlossen. 1857 erwarb die Stadt für 5000 Taler ein Grundstück am Arrenberger Weg für den Krankenhausbau. 1859 wurde der Grundstein für den Krankenhausbau gelegt, am 1. Dezember 1863 erfolgte die offizielle Eröffnung und Inbetriebnahme der „Städtischen Krankenanstalten“ der Stadt Elberfeld. Der Bau hatte statt der ursprünglich bewilligten 100.000 Taler 170.000 Taler gekostet. Wegen des weiter wachsenden Raumbedarfs wurde das Krankenhaus im Laufe des 19. Jahrhunderts stetig um weitere Gebäude erweitert. 1909 ergab sich die Gelegenheit das Gelände durch den Ankauf benachbarter Liegenschaften zu erweitern. Am 21. Februar 1913 wurden nach 22 Monaten Bauzeit die Erweiterungsbauten eingeweiht. Die Bettenzahl betrug nach dieser Erweiterung 752. Nach dem Ersten Weltkrieg erfolgten Erweiterungen auf dem an die heutige Senefelderstraße angrenzenden Teil des Krankenhausgeländes. 1940 wurde das Krankenhaus anlässlich des 65. Geburtstages von Ferdinand Sauerbruch in „Ferdinand-Sauerbruch-Klinikum“ umbenannt. 1976 wurde das Klinikum mit den „Städtische Krankenanstalten Barmen“ zum „Klinikum der Stadt Wuppertal“ zusammengefasst.

### Städtische Krankenanstalten Barmen

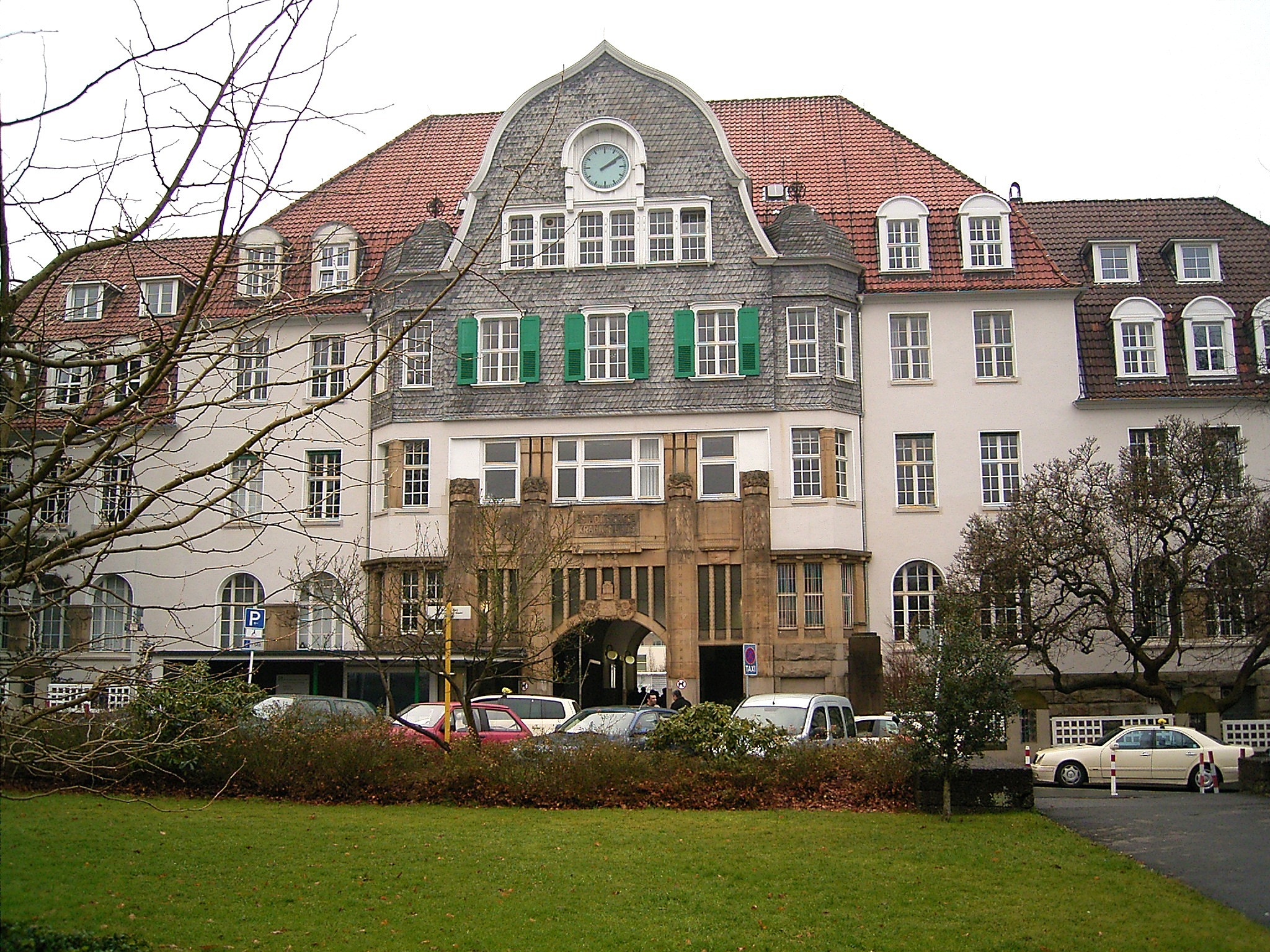
Haupteingang

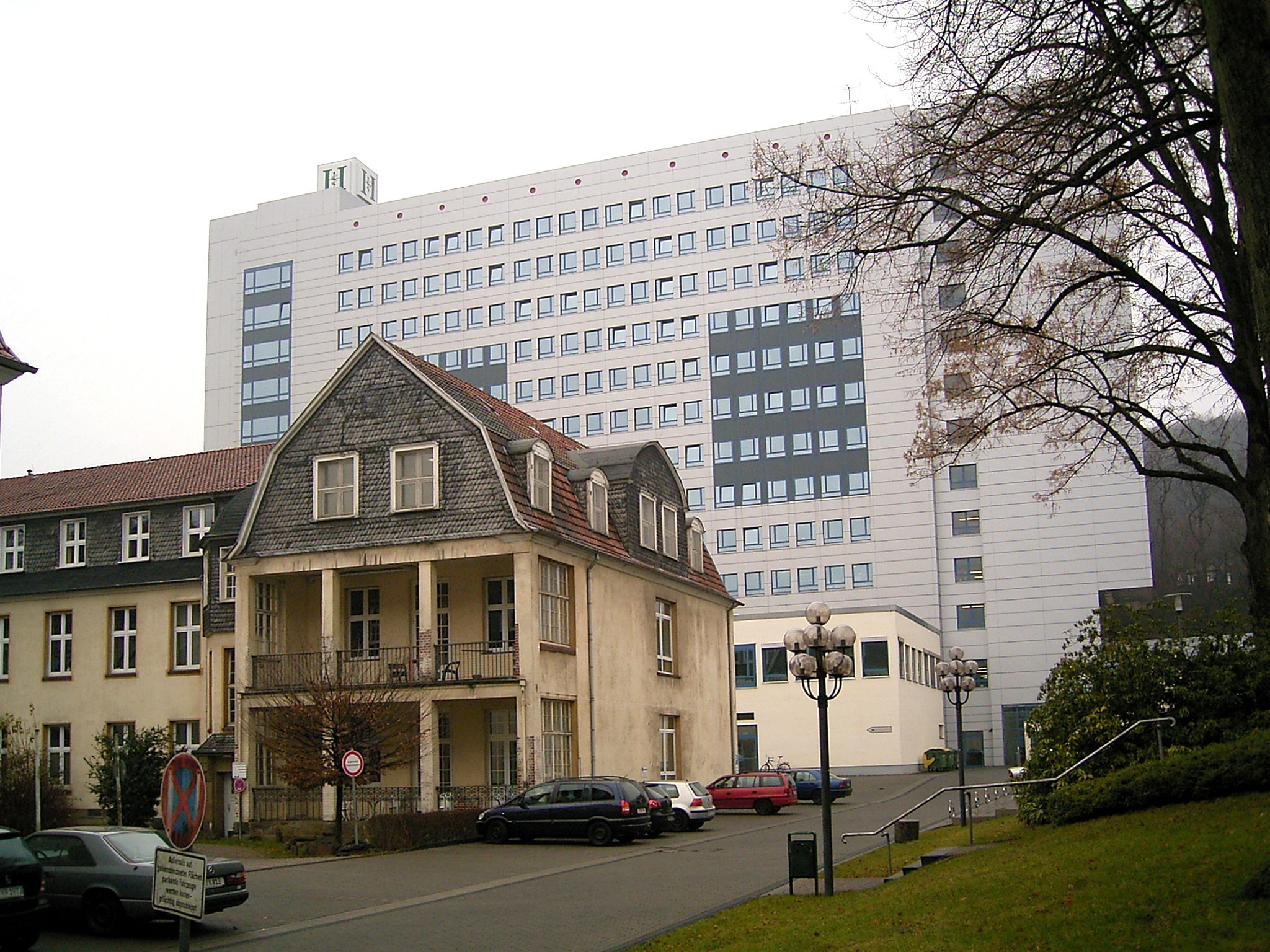
Hochhaus (Haus 5)

1907 wurde mit den Bauarbeiten für die „Städtischen Krankenanstalten Barmen“ auf dem Gelände des früheren Gutshofes in der Schönebeck, angrenzend an den Schönebecker Busch, begonnen. Die Gebäude wurden im „neubergischen Stil“ entworfen mit Elementen der Art déco. Für die Errichtung der Fundamente mussten 140.000 Kubikmeter Erdreich bewegt werden, bis die Bauten der Krankenanstalten großzügig im Pavillonsystem angelegt werden konnten. Am 27. Juli 1911 konnte das Krankenhaus mit damals 556 Betten eingeweiht werden. Zu Beginn der 1950er Jahre wurde die Errichtung einer zentralen Kinderklinik in Barmen beschlossen. 1956 wurde in einem der ersten Hochhäuser in Wuppertal mit 200 Kinderkrankenbetten dieses Kinderkrankenhaus eröffnet. 1976 wurden die „Städtischen Krankenanstalten Barmen“ mit dem „Ferdinand-Sauerbruch-Klinikum“ zum „Klinikum der Stadt Wuppertal“ zusammengefasst. 1998 erfolgte noch die Errichtung des Hauses 4 für Urologie und Kinderurologie sowie der Klinik für Unfall- und Wiederherstellungschirurgie.

### Privatisierung
Träger des Hauses ist die Klinikum Wuppertal GmbH. Mehrheitseigentümer dieser Trägergesellschaft ist seit dem 1. Januar 2003 die Helios-Kliniken-Gruppe, eine große deutsche Krankenhauskette. Helios hatte von der Stadt Wuppertal 94,9 Prozent der Klinikum Wuppertal GmbH für 34 Millionen Euro übernommen, bei der Stadt verblieben 5,1 Prozent, womit sie Minderheitsgesellschafter blieb, da die Stadt ein Mitspracherecht bei kommunalpolitisch relevanten Entscheidungen haben wollte. Die Helios GmbH verpflichtete sich, einen Teil der Schulden (38 Mio. €) des Klinikums zu übernehmen und eine entsprechende Bürgschaft der Stadt abzulösen; ferner wurde eine Finanzierungszusage von 27 Millionen Euro für Investitionen in bauliche und infrastrukturelle Verbesserungen des Klinikums von der Helios GmbH abgegeben. Die Stadt musste die übrigen Schulden (etwa 66 Mio. €) übernehmen. Die Investitionszusagen waren bereits lange erfüllt, bevor die Helios Kliniken im Jahr 2014 einen weiteren umfangreichen Neubau am Standort Barmen mit einer Investitionssumme von über 100 Millionen Euro bekannt gegeben haben. Kritiker der Privatisierung befürchten eine Einschränkung des gesundheitlichen Services und der medizinischen Ausbildung, wenn sich das Klinikum als nicht rentabel genug erweisen sollte.

### Zusammenarbeit mit der Universität Witten/Herdecke
Die ebenfalls private Universität Witten/Herdecke kooperierte bereits seit 1998 mit dem Klinikum. Seit August 2004 ist das Haus das Universitätsklinikum der Universität Witten/Herdecke. Das Helios Klinikum in Wuppertal wurde damit zum ersten Universitätskrankenhaus eines privaten Klinikunternehmens. Bereits 1994 wurden Studenten und Ärzte im Praktikum in Wuppertal ausgebildet. Im Januar 2010 wurde von beiden Einrichtungen ein Kooperationsvertrag hierzu geschlossen. Derzeit bestehen 15 Lehrstühle an der Universität Witten/Herdecke, die in den Fachabteilungen für Anästhesiologie, Augenheilkunde, Chirurgie, Dermatologie, Frauenheilkunde und Geburtshilfe, Kardiologie, Neurologie, Pathologie, Urologie, Innere Medizin, Labormedizin, Herzchirurgie, Radiologie, Strahlentherapie und Klinische Pharmakologie zugeordnet sind. Zudem existieren eingeordnete Professuren für Pneumologie, Strukturelle Herzerkrankungen, Kinder- und Jugendmedizin, klinische Studien und regulatorische Aspekte sowie roboterassistierte Verfahren in der Urologie, weiterhin eine Juniorprofessur für experimentelle pädiatrische Pneumologie und Allergologie.
Die Anerkennung der Wuppertaler Helios-Kliniken als Universitätsklinikum wurde vom Dachverband Deutsche Hochschulmedizin und dem Deutschen Hochschulverband kritisiert. In einer Erklärung hieß es, „die Verbände sähen die Gefahr des Qualitätsverlusts durch die inflationäre Vergabe des Titels Universitätsklinikum“, da es seit der Föderalismusreform des Jahres 2007 an verbindlichen Kriterien für die Titelvergabe fehle. Die Verbände kritisierten in diesem Zusammenhang, dass „Helios in der medizinischen Forschung bislang nicht in Erscheinung getreten“ sei, sowie die Abwesenheit „eines vollständigen Fächerkanons inklusive vorklinischer Ausbildung durch eine medizinische Fakultät“. Die Klinik durfte sich anfangs lediglich als „Klinik der privaten Universität Witten-Herdecke“ bezeichnen, ab 2016 trägt sie definitiv die Bezeichnung „Helios Universitätsklinikum Wuppertal – Universität Witten/Herdecke“.

### Erweiterung
Nach der Einrichtung einer Klinik für Neurochirurgie erwarb das Klinikum 2013 die Anerkennung als überregionalen Trauma-Zentrum. Das Ziel ist es, die zeitnahe Versorgung vor allem für Schlaganfallpatienten und Patienten mit schweren Kopfverletzungen zu sichern. Kritik an diesem Vorhaben kam vor allem vom Bethesda-Krankenhaus Wuppertal, das bisher der einzige lokale Anbieter dieser Versorgung war.
Am Standort Barmen entsteht seit 2019 auf etwa 5500 m2 Grundfläche ein Neubau, der auf dem Gelände des Parks und der abgerissenen Häuser 6 und 7 errichtet wird. Die Grundsteinlegung erfolgte am 6. Oktober 2021, die Inbetriebnahme ist für Herbst 2024 geplant. Das Investitionsvolumen beläuft sich auf 120 Millionen Euro. Gebaut werden u. a. ein OP-Zentrum mit 16 Sälen, eine neue Intensivstation, Labor und Notfallzentrum sowie ein Hubschrauberlandeplatz auf dem Dach des 4-stöckigen Gebäudes.

## Kliniken und Zentren
Das Helios Universitätsklinikum Wuppertal gliedert sich in verschiedene Kliniken, Abteilungen und Institute, welche sich mit einem medizinischen Teilbereich beschäftigen. Fachbereichübergreifend sind zudem mehrere Zentren gebildet, in denen mehrere Disziplinen zusammenarbeiten. Verschiedene dieser Zentren sind außerdem durch externe Institutionen zertifiziert.

### Kliniken
| Anästhesie                                                             |                                                                  | Serge C. Thal                                       |
| Augenheilkunde                                                         |                                                                  | Andre Rosentreter Ansgar Neußer Jürgen Steinhauer   |
| Chirurgisches Zentrum:                                                 | Allgemein- und Viszeralchirurgie Endokrine Chirurgie Proktologie | Florian Gebauer Pier Francesco Alesina Lars Bönicke |
| Dermatologie und Phlebologie                                           |                                                                  | Silke Hoffmann                                      |
| Endoprothetik - ENDO-Klinik Wuppertal                                  |                                                                  | Thomas Kreibich                                     |
| Frauenheilkunde und Geburtshilfe                                       |                                                                  | Markus Fleisch                                      |
| Gefäßchirurgie                                                         |                                                                  | Konstantinos Meletiadis                             |
| Hämatologie und Onkologie                                              |                                                                  | Oliver Schmalz                                      |
| Hals-, Nasen-, Ohrenheilkunde                                          |                                                                  | Lars Stöbe                                          |
| Herzchirurgie                                                          |                                                                  | David Holzhey                                       |
| Intensivmedizin                                                        |                                                                  | Gabriele Wöbker                                     |
| Institut für Medizinische Labordiagnostik                              |                                                                  | Parviz Ahmad-Nejad                                  |
| Institut für Pathologie und Molekularpathologie                        |                                                                  | Hans-Michael Kvasnicka                              |
| Kinder- und Jugendmedizin Kinderkardiologie                            |                                                                  | Kai Oliver Hensel Cho-Ming Chao                     |
| Krankenhaushygiene                                                     |                                                                  | Felix Giebel                                        |
| Medizinische Klinik 2:                                                 | Gastroenterologie Hepatologie Endokrinologie und Diabetologie    | Christian Prinz                                     |
| Medizinische Klinik 3:                                                 | Kardiologie Elektrophysiologie strukturelle Herzerkrankungen     | Melchior Seyfarth Armin Sause Marc Vorpahl          |
| Nephrologie/Rheumatologie                                              |                                                                  | Tobias Türk                                         |
| Neurochirurgie                                                         |                                                                  | Jorge Terzis                                        |
| Neurologie                                                             |                                                                  | Juraj Kukolja                                       |
| Notfallzentrum                                                         |                                                                  | Serge C. Thal                                       |
| Nuklearmedizin                                                         |                                                                  | Marco Tosch                                         |
| Palliativmedizin                                                       |                                                                  | Oliver Schmalz                                      |
| Plastische und Handchirurgie, ästhetische und rekonstruktive Chirurgie |                                                                  | Ahmed Bozkurt                                       |
| Phillip Klee-Institut für Pharmakologie                                |                                                                  | Petra Thürmann                                      |
| Pneumologie                                                            |                                                                  | Kurt Rasche                                         |
| Radiologie                                                             |                                                                  | Patrick Haage                                       |
| Kinderradiologie                                                       |                                                                  | Werner Piroth                                       |
| Neuroradiologie                                                        |                                                                  | Thorsten Schmidt                                    |
| Schmerzklinik                                                          |                                                                  | Thomas Cegla                                        |
| Strahlentherapie und Radio-Onkologie                                   |                                                                  | Marc D. Piroth                                      |
| Thoraxchirurgie                                                        |                                                                  | Christian Biancosino                                |
| Unfallchirurgie und Orthopädie                                         |                                                                  | Koroush Kabir                                       |
| Urologie                                                               |                                                                  | Friedrich von Rundstedt                             |
| Wirbelsäulenchirurgie                                                  |                                                                  | Axel Pommer                                         |

### Interdisziplinäre Zentren
- Allergiezentrum
- Ästhetik-Zentrum (Ästhetik-Zentrum Wuppertal)
- Brustzentrum
- Endoprothetisches Zentrum
- Gefäßzentrum (bergisches Gefäßzentrum)
- Gelenkzentrum
- Handtrauma-Zentrum
- Herzzentrum
- Kindertraumatologie
- Krebszentrum
- Leberzentrum (bergisches Leberzentrum)
- Lungenzentrum (bergisches Lungenzentrum)
- Perinatalzentrum Level I
- Prostatazentrum
- Sozialpädiatrisches Zentrum
- Überregionales Traumazentrum
- Venenzentrum
- Wirbelsäulenzentrum

Durch die Deutsche Krebsgesellschaft zertifizierte Krebszentren:
- Krebszentrum (CC)[18]
- Darmkrebszentrum[19]
- Hautkrebszentrum
- Lungenkrebszentrum
- Pankreaskarzinomzentrum
- Gynäkologisches Krebszentrum
- Interdisziplinäres Brustzentrum
- Nierenkrebszentrum

## Zwischenfall
Am 29. August 2006 gestand ein damals 36-jähriger Anästhesist des Helios-Klinikums in Barmen, in seiner Funktion als Ausbildungsleiter für den Bereich Rettungswesen vier zum Teil minderjährige männliche Schutzbefohlene unter Vorwand eines Medikamentenversuchs mittels des Betäubungsmittels Dormicum wehrlos gemacht und dann missbraucht zu haben. Die erste der stets am Wochenende unternommenen Taten datierte auf das Jahr 2004 zurück. Während der Taten nahm er das Geschehen mit einer Videokamera auf. Die Tat flog auf, nachdem ein Brandmeisteranwärter aus Köln-Weidenpesch während des vorgetäuschten Medikamententests aufwachte und eine Woche später Anzeige erstattete. Der Arzt nahm sich am 14. September 2006 das Leben. Das Ermittlungsverfahren wurde daraufhin eingestellt.